# Anna Berkenbusch
Anna Berkenbusch (* 1955 in Erwitte) ist eine deutsche Designerin und Universitätsprofessorin.

## Leben
Von 1974 bis 1979 studierte Anna Berkenbusch Visuelle Kommunikation an der Fachhochschule Düsseldorf (heute Hochschule Düsseldorf) und war danach als Gestalterin bei MetaDesign in Berlin und London tätig. Zusammen mit Erik Spiekermann und Florian Fischer arbeitete sie u. a. an dem neuen Erscheinungsbild der Bank für Gemeinwirtschaft, vor allem am Formularwesen sowie an den Berthold-Exklusiv-Schriftbroschüren der H. Berthold AG.
1982 wurde Anna Berkenbusch zusammen mit Klaus Fehsenfeld geschäftsführende Gesellschafterin der „Denk Neu!“, Gesellschaft für Kommunikation. Der Arbeitsschwerpunkt der Agentur lag im kulturellen und sozialen Bereich, Auftraggeber waren unter anderem die Alternative Liste Berlin, International Physicians for the Prevention of Nuclear War und das Diakonische Werk, der Paritätische Wohlfahrtsverband, das Deutsche Zentralinstitut für soziale Fragen sowie zahlreiche Filmverleiher wie Prokino, Kinowelt, Delphi und der Filmverlag der Autoren. Die bekannteste Arbeit aus dieser Zeit ist das Schwarz-Weiß-Plakat für den Film von François Truffaut Auf Liebe und Tod.
Anfang der Achtziger rief Anna Berkenbusch zusammen mit Erik Spiekermann, Hans Peter Willberg, Helmut Schmit-Rhen, Gerd Fleischmann u. a. das Forum Typografie zur Förderung guter Typografie im Alltag ins Leben. 1994 wurde sie Vorstandsmitglied des Verbands der Grafik-Designer und später Gründungsmitglied des Vereins Die 100 besten Plakate des Jahres aus Deutschland, Österreich und der Schweiz.
Im Jahr 1987 gründete Anna Berkenbusch ihr Studio Anna B. in Berlin und gestaltete u. a. das Erscheinungsbild für die Film- und Medienstiftung NRW. Sie arbeitet bis heute für viele Projekte mit unterschiedlichen Gestaltern und Gestalterinnen zusammen, u. a. mit Katrin Schek, Tina Wende und Christian Gralingen.
Anna Berkenbusch ist seit 1989 Mitglied des Type Directors Club of New York.

## Arbeiten
Anna B. Design ist verantwortlich für die visuelle Ausstattung zahlreicher Dokumentar- und Spielfilme. Zu den Arbeiten des Studios gehören Kinoplakate für Filme von Wim Wenders, Werner Herzog, Romuald Kamarkar, Hark Bohm, Michael Haneke, Tom Tykwer und Detlev Buck.
In den Neunzigern entwarf Anna B. Design Plakate für das Theater des Westens sowie für zahlreiche Konzertveranstaltungen in Berlin wie „Klangkunstfestival“ oder „Tanz im August“.
1987, 1993 und 1994 entstanden die Bücher „Sozialstadt Berlin“ für das Deutsche Zentralinstitut für Soziale Fragen, „Design im Portrait“ für das Internationale Design Zentrum Berlin sowie der Location Guide Hamburg für den Film Fonds Hamburg.
Mit Maren Niemeyer gab sie 2003 das Buch „Denke Krieg“ über Kinder im Kosovo-Konflikt heraus und erarbeitete zusammen mit den Künstlerinnen Heike Piech, Maria Matthieu und Renate Bühn das Buch „Was sehen Sie Frau Lot?“ über sexuellen Missbrauch an Frauen und Kindern.
Sie gestaltete zusammen mit dem Designer und Illustrator Christian Gralingen diverse Publikationen, z. B. über die Klasse der Malereiprofessorin Ute Pleuger, über das zeichnerische Werk der Bildhauerin und Professorin Andrea Zaumseil („Unbetretbare Orte“) sowie die Bücher über die Fachbereiche Design (zusammen mit Rubén Cuellas Is) und Kunst der Burg Giebichenstein Kunsthochschule Halle.
Anna Berkenbusch arbeitete mit der Erziehungswissenschaftlerin und friedenspolitischen Beraterin Cornelia Brinkmann zusammen, für deren Unternehmen „Steps for Peace“ in Berlin ihr Studio ebenfalls das Erscheinungsbild entwarf.
2015 kuratierte und eröffnete sie die Ausstellung „Die 100 besten Plakate der BURG“ der Burg Giebichenstein Kunsthochschule Halle anlässlich des 100. Geburtstages der Hochschule.
Anna Berkenbusch wurde mehrfach vom Bundesministerium für Finanzen mit der Gestaltung von Briefmarken beauftragt, z. B. für die Marken „Drei Gleichen“, „Konstanzer Konzil“ und „Augsburger Puppenkiste“.

## Vorträge und Texte
Anna Berkenbusch ist Fachjurorin in internationalen Jurys, hält Vorträge und veröffentlicht Texte zum Thema Kommunikation. 1994 war sie Mentorin im Wettbewerb für die Expo 2000 und 1996 Mitglied in der Jury des Presse- und Informationsamtes der Bundesregierung im Wettbewerb für das Zeichen der Bundesrepublik Deutschland. Sie war mehrfach Jurymitglied im Wettbewerb Die 100 besten Plakate des Jahres sowie für den Designpreis für Kommunikationsdesign des Designzentrums Essen. Sie war bis 2023 für einige Jahre Jurorin und Präsidentin der Jury des Bundespreises für Ecodesign und ist Mitglied im Kunstbeirat für Postwertzeichen des Bundesfinanzministeriums. Außerdem fungiert sie seit einigen Jahren als Jurorin im Wettbewerb BF-Preis für designkritische Texte.
Anna Berkenbusch ist Rednerin auf verschiedenen Konferenzen u. a. auf der Visions of German Design Aspen, USA, bei der TGM in München, auf der Profile Intermedia Bremen, auf der Typo Berlin und auf der internationalen TEDx Konferenz in Leipzig.

## Lehre
Seit 1989 lehrte Anna Berkenbusch als Gast- und Vertretungsprofessorin an der Universität der Künste Berlin, der Hochschule für Künste Bremen und als ordentliche Professorin an der Hochschule Anhalt in Dessau.
1995 wurde sie zur Universitätsprofessorin an der Universität Duisburg-Essen berufen und lehrte von 2003 bis 2020 als Professorin für Kommunikationsdesign an der Burg Giebichenstein Kunsthochschule Halle mit dem Schwerpunkt Editorial Design.
Ihr Forschungsprojekt an der Universität Essen zum Thema „Work Life Balance“ thematisierte die Problematik von mobiler Arbeitsweise, Designlehre und Familie.
Ihre Studierenden erhielten zahlreiche Auszeichnungen und Förderungen im In- und Ausland, neben Stipendien der Studienstiftung des deutschen Volkes u. a. Art Directors Club New York, „100 beste Plakate“ und „Output“. Das Buch „Geschlossene Gesellschaft“ über in der Illegalität lebende Menschen, das ebenfalls den Sappi-Ideas-that-Matter-Wettbewerb gewann, bekam den Preis Die schönsten Bücher der Stiftung Buchkunst und das Theater-Projekt „Opferpopp“ die Auszeichnung Typographic Excellence Award des TDC New York.
Anna Berkenbusch setzt sich für die Internationalisierung von Hochschulen ein, sie organisiert Workshops und Projekte mit internationalen Studentengruppen und Lehrenden.
Der Austausch mit der Partnerhochschule Instituto Supérior de Diseño in Havanna sowie die Zusammenarbeit mit dem Kulturinstitut Casa de las Américas und den kubanischen Plakatgestaltern Pepe Menéndez und Nelson Ponce Sanchez führten zu Ausstellungen in Halle und Havanna und zu einer kontinuierlichen Kooperation zwischen deutschen und kubanischen Studierenden.

## Auszeichnungen
- 1981: Auszeichnung Bund Deutscher Grafik-Designer
- 1988: Graphis Posters, TDC New York, Award for Typographic Excellence
- 1989: Auszeichnung von Graphis Posters, Schweiz, TDC New York, Award für Typographic Excellence, Auszeichnung Bund Deutscher Grafik-Designer
- 1990: Gewinnerin des Wettbewerbs Typography Germany 90, Graphis Posters, Schweiz
- 1992: Auszeichnung Hohe Designqualität Design Zentrum Nordrhein-Westfalen im Wettbewerb Deutscher Preis für Kommunikationsdesign, 100 beste Plakate
- 1993: Auszeichnung TIA im Wettbewerb Typographic excellence competition, London, Ausstellung der 7. Triennale Die besten Plakate 1990–1993 aus Deutschland, Österreich und der Schweiz im Deutschen Plakatmuseum Essen, Die schönsten deutschen Bücher, Stiftung Buchkunst, Auszeichnung von Graphis Posters, Schweiz, 100 beste Plakate
- 1994: Frankfurt am Main im Wettbewerb Die schönsten deutschen Bücher, Stiftung Buchkunst
- 1996: Ausstellung 100 Plakate aus 30 Jahren Wettbewerb, Berlin
- 1997: Certificate of Design Excellence/European Regional Design Annual
- 1998: International Triennial of Graphics & Posters Kharkiv Ukraine
- 2000: TDC New York, Award für Typographic Excellence
- 2001: Red Dot Award, TDC New York, Award für Typographic Excellence
- 2002: Plakat Biennale Brno, Sappi-Wettbewerb „Ideas that matter“, TDC New York, Award für Typographic Excellence
- 2004: TDC New York, Award for Typographic Excellence
- 2005: 100 Beste Plakate 2005, Red Dot Award, TDC New York, Award für Typographic Excellence
- 2008: Die schönsten deutschen Bücher, Stiftung Buchkunst, Sappi-Wettbewerb „Ideas that matter“, Nominierung Designpreis der Bundesrepublik Deutschland
- 2014: TDC New York, Award for Typographic Excellence
- 2022: Shortlist Die schönsten deutschen Bücher, Stiftung Buchkunst

## Publikationen
- als Hrsg., Gestalterin und Autorin: Alle Tage, Design für Menschen, 2022, ISBN 978-386019-160-6.
- als Hrsg., Gestalterin und Autorin: Die 100 besten Plakate der BURG., 2015, ISBN 978-3-86019-115-6.
- als Hrsg. und Gestalterin: Ich denke oft an den Krieg : mit anderen Augen. Maren Niemeyer, Anna Berkenbusch, Maikäferflieg e.V., 2003, ISBN 3-00-011083-6.
- als Hrsg. und Gestalterin: Denken und Gestalten. Schmidt, Mainz 1998, ISBN 3-87439-492-1.
- als Hrsg.: Geschlossene Gesellschaft, Anna Berkenbusch, Friederike Kühne, Bastian Renner und Sebastian Haustein, 2008, ISBN 978-3-86019-064-7
- als Gestalterin: Andrea Zaumseil. Unbetretbare Orte. Modo Verlag, 2013, ISBN 978-3-86833-106-6.
- als Gestalterin: Kunst. Burg Giebichenstein Kunsthochschule Halle, 2011, ISBN 978-3-86019-065-4.
- als Gestalterin: Design, Volles Programm. Burg Giebichenstein Kunsthochschule Halle, 2010, ISBN 978-3-86019-071-5.
- als Gestalterin: 10 Jahre Klasse Ute Pleuger. Burg Giebichenstein Kunsthochschule Halle, 2009, ISBN 978-3-86019-075-3.
- als Gestalterin: Was sehen Sie Frau Lot? Heike Piech, Maria Matthieu und Renate Bühn, 2001, ISBN 3-00-007976-9.